# 蘭陵王 (田中芳樹の小説)
『蘭陵王』（らんりょうおう）は、田中芳樹による小説。蘭陵王と呼ばれた中国・北斉の皇族・高長恭を主題とした歴史小説。
また、2019年より桐嶋たける作画による漫画版がSOZO Comics（アメリカ合衆国ロサンゼルス）より電子書籍として刊行されている。

## 概要
『蘭陵王』を執筆するに至った経緯を田中はインタビューで以下のように答えている。
幼いころ、三島由紀夫の短編小説『蘭陵王』の新聞広告を目にした田中は、三国志や水滸伝を読み始めた時期ということもあって、そのタイトルに興味を抱いた。大学生になった田中が『アジア歴史事典』（平凡社）で調べ物をしていたところ、蘭陵王の項目が目に留まり、実在の人物であったことを知った。仮面をつけて戦場に出た、非業の死を遂げたといった記述に好奇心を刺激され、正史である北斉書を読むようになる。正史に書かれていなかったら、出来過ぎと思えるくらいの魅力的な人物であり、いつか小説に書きたいと思うようになった。
蘭陵王に関して執筆された作品や小説があれば自分は一読者として楽しめるが、そういった作品は日本には存在していなかった。例えば、前掲の三島由紀夫の短編小説は雅楽の曲目である『蘭陵王』を題材にした現代小説である。田中はその後、小説家としてデビューを果たすが、蘭陵王の執筆は後回しとなって30年が経過する。文藝春秋の編集者の後押しがあったことで、ようやく執筆、刊行の運びとなった。

## あらすじ
六世紀の中国、南北朝時代と呼ばれる動乱の世。北斉は無能な皇帝の乱脈を極めた統治のもと、西に北周、南に陳、北に突厥と三方を強敵に囲まれていた。
　あまりの美貌ゆえに仮面をつけて戦場にたったと言われる北斉の皇族、蘭陵王・高長恭は智勇兼備、不敗の名将であり傾きかけた国を必死でささえていた。

## 登場人物
高長恭（蘭陵王）
本作のタイトルロール。
北斉の皇族。
徐月琴
本作の狂言回し。
徐之才の娘。
実在人物というわけではないが『太平広記』で記されている女性仙人の徐仙姑である。徐仙姑は唐代に出現したと記録されているが、数百歳であり、徐之才の娘を自称している。

## 書誌情報
- 蘭陵王 （単行本、文藝春秋、2009年9月29日、ISBN 978-4-16-327900-8）
- 蘭陵王 （文庫本、文春文庫、2012年3月9日、ISBN 978-4-16-783001-4）
  - 解説:仁木英之